# Javier Lozano
Javier "Pastor" Lozano Chavira (ur. 9 lutego 1971 w Monterrey) – meksykański piłkarz występujący na pozycji środkowego pomocnika.

## Kariera klubowa
Lozano pochodzi z miasta Monterrey i jest wychowankiem tamtejszego zespołu Tigres UANL, w którego barwach zadebiutował w meksykańskiej Primera División – 21 listopada 1992 w wygranym 1:0 spotkaniu z Atlasem i w tym samym meczu strzelił pierwszego gola w najwyższej klasie rozgrywkowej. Już dwa lata później został kluczowym piłkarzem Tigres i w 1996 roku zdobył z nim krajowy puchar – Copa México. Po sezonie 1995/1996 spadł ze swoją drużyną do drugiej ligi, pomagając jej jednak wrócić do Primera División już rok później. Ogółem w zespole Tigres spędził siedem lat, zdobywając 28 goli w 111 ligowych pojedynkach.
Latem 1999 Lozano przeszedł do ekipy Monarcas Morelia, z którą w rozgrywkach Invierno 2000 wywalczył jedyne w swojej karierze i w historii klubu mistrzostwo Meksyku, będąc podstawowym zawodnikiem wyjściowej jedenastki. W jesiennym sezonie Apertura 2002 osiągnął z kolei tytuł wicemistrzowski i triufmował w Pucharze Mistrzów CONCACAF. Karierę zakończył w wieku 32 lat jako gracz drugoligowego Lagartos de Tabasco.

## Kariera reprezentacyjna
W seniorskiej reprezentacji Meksyku Lozano zadebiutował 11 października 1995 w wygranym 2:1 meczu towarzyskim z Arabią Saudyjską, zdobywając decydującą o końcowym wyniku bramkę. Występował w eliminacjach do Mistrzostw Świata 1998 i Mistrzostw Świata 2002, na które ostatecznie Meksykanie się zakwalifikowali. W 1998 roku został powołany przez selekcjonera Manuela Lapuente na Złoty Puchar CONCACAF, gdzie rozegrał jeden mecz, a jego kadra zwyciężyła w turnieju. Swój bilans reprezentacyjny Lozano zamknął na dwóch golach w dziesięciu meczach.